# Lepidium linifolium
Lepidium linifolium är en korsblommig växtart som först beskrevs av Nicaise Auguste Desvaux, och fick sitt nu gällande namn av Ernst Gottlieb von Steudel. Lepidium linifolium ingår i släktet krassingar, och familjen korsblommiga växter. Inga underarter finns listade i Catalogue of Life.